# Ramachandrapuram (BHEL Township)
Ramachandrapuram-Bhel Township) là một thị trấn thống kê (census town) của quận Medak thuộc bang Andhra Pradesh, Ấn Độ.

## Nhân khẩu
Theo điều tra dân số năm 2001 của Ấn Độ, Ramachandrapuram-Bhel Township) có dân số 16.965 người. Phái nam chiếm 51% tổng số dân và phái nữ chiếm 49%. Ramachandrapuram-Bhel Township) có tỷ lệ 84% biết đọc biết viết, cao hơn tỷ lệ trung bình toàn quốc là 59,5%: tỷ lệ cho phái nam là 90%, và tỷ lệ cho phái nữ là 79%. Tại Ramachandrapuram-Bhel Township), 7% dân số nhỏ hơn 6 tuổi.